# Walker Evans
Walker Evans (Saint Louis, 3 de novembro de 1903 - New Haven, 10 de abril de 1975) foi um fotógrafo estado-unidense.
Evans, que inicialmente queria ser escritor, descobriu a sua paixão pela fotografia durante os anos 1920. Os seus primeiros trabalhos já exibiam a sua visão objectiva e extremamente atenta ao pormenor.
Em 1935 entrou ao serviço da F.S.A. (Farm Security Administration), um organismo federal criado por Roosevelt para dar solução à crise agrícola dos Estados Unidos da América durante o período da Grande Depressão. Usando a fotografia como prova da miséria em que viviam os agricultores americanos, Evans registava o cotidiano com precisão objectiva, dignificando, apesar de tudo, a pobreza em que estes agricultores viviam.
Em 1938, depois de concluir o seu trabalho para a F.S.A., o Museum Of Modern Art de Nova York honrou a obra de Evans com uma exposição, a primeira dedicada por este museu um fotógrafo.
Entre 1938 e 1941, Evans faz uma série de fotos - de forma escondida - no metrô de Nova York, considerando, ainda, a proibição, naquela época, de fotografar no metrô sem permissão prévia.  O intuito era mostrar as pessoas "sem véus", mostrando-se a intimidade do seu ser, vez que "no metrô os rostos se acham expostos e indefesos".
O livro Elogiemos os homens ilustres (Let us now praise famous men),  originalmente uma grande reportagem  para a revista Fortune, feita por Evans em parceria com o escritor e jornalista James Agee, no sul dos Estados Unidos, em 1936, retrata os efeitos da Grande Depressão sobre os meeiros pobres do Alabama. Esse trabalho é  considerado como um dos expoentes máximos da fotografia documental, segmento em que Walker Evans é considerado como uma das figuras maiores.

## Galeria
|  |  |  |  |